# 大阪市立天下茶屋中学校
大阪市立天下茶屋中学校（おおさかしりつ てんがちゃや ちゅうがっこう）は、大阪府大阪市西成区にある公立中学校。

## 沿革
学制改革と同時の1947年に、大阪市および西成区で最初の中学校の一つとして創立した。学校敷地は、高等科単独の国民学校だった大阪市浜田国民学校の敷地を継承している。
創立当初の1947年度は、義務制となった1年生と、旧制浜田国民学校から編入学を希望した2-3年生が在籍した。新制中学校発足直後の一時期は、大阪学芸大学（現在の大阪教育大学）の教育実習校の役割を担ったこともある。
大阪市では新制中学校制度発足当初、市立中学校の学校名については暫定的に「行政区名＋番号」の仮称で出発し、近い将来に地名などを取り入れた正式な校名を付けるとした。1949年に市内中学校の校名改称が一斉におこなわれ、大阪市立天下茶屋中学校に改称している。

### 年表
- 1947年4月1日 - 大阪市立西成第一中学校として、現在地に設立。
- 1949年5月1日 - 大阪市立天下茶屋中学校に改称。
- 1963年6月 - 学校図書館教育の研究校に指定される。
- 1976年4月 - 養護学級を設置。

## 通学区域
- 大阪市立橘小学校と大阪市立天下茶屋小学校の通学区域。

大阪市西成区 岸里1丁目（一部）、潮路1丁目（一部）、潮路2丁目（一部）、千本北2丁目（一部）、橘1丁目・2丁目、橘3丁目（一部を除く）、花園南1丁目（一部）、花園南2丁目、松1丁目（一部）、松2丁目（一部）、松3丁目（一部）、岸里東1丁目（一部）、天下茶屋1丁目（一部）、天下茶屋2丁目（紀州街道以東）、天下茶屋3丁目（東半分）、天下茶屋東1丁目（一部）、天下茶屋東2丁目（一部を除く）、聖天下1丁目-2丁目、天神ノ森1丁目（一部）、山王3丁目（一部）。

## 出身者
- 亀田興毅 - 元プロボクサー
- 亀田大毅 - 元プロボクサー
- 亀田和毅 - プロボクサー
- SHADY - レゲエシンガー
- CHAKA  - 歌手
- 中武克雄 - 競輪選手
- 林希菜 - 競泳選手
- 林健 - お笑い芸人

## 交通
- 南海本線・南海高野線・Osaka Metro堺筋線 天下茶屋駅 西へ約200m（徒歩約4分）。
- Osaka Metro四つ橋線 岸里駅 北へ約450m（徒歩約7分）。